# Gaturamo-de-bico-grosso
Eufónia-de-bico-grosso ou gaturamo-de-bico-grosso (Euphonia laniirostris) é uma espécie de ave da família Fringillidae.
Pode ser encontrada nos seguintes países: Bolívia, Brasil, Colômbia, Costa Rica, Equador, Panamá, Peru e Venezuela.
Os seus habitats naturais são florestas secas tropicais ou subtropicais , florestas subtropicais ou tropicais húmidas de baixa altitude e florestas secundárias altamente degradadas.